# Grube Wenzel

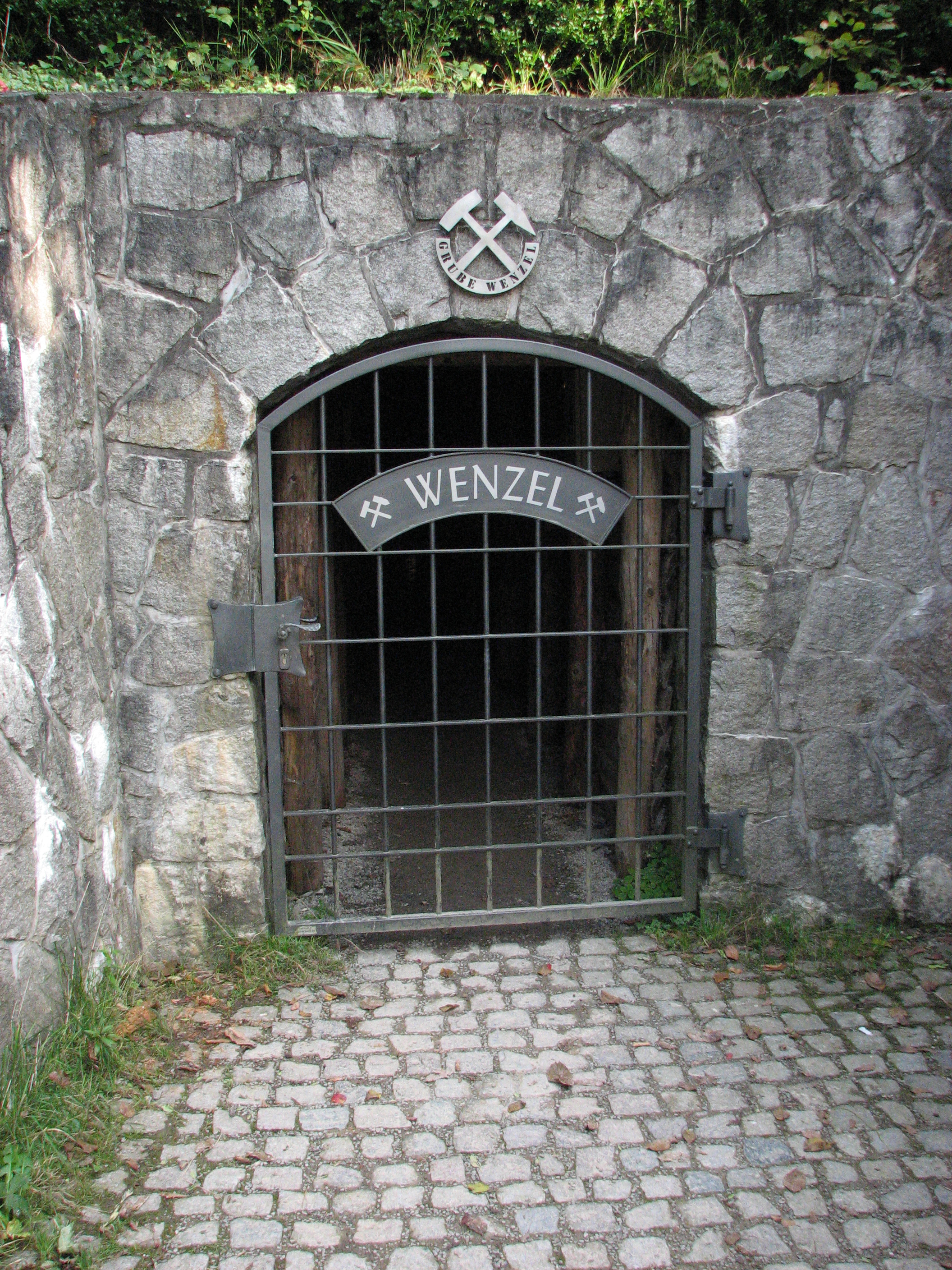
Mundloch Grube Wenzel

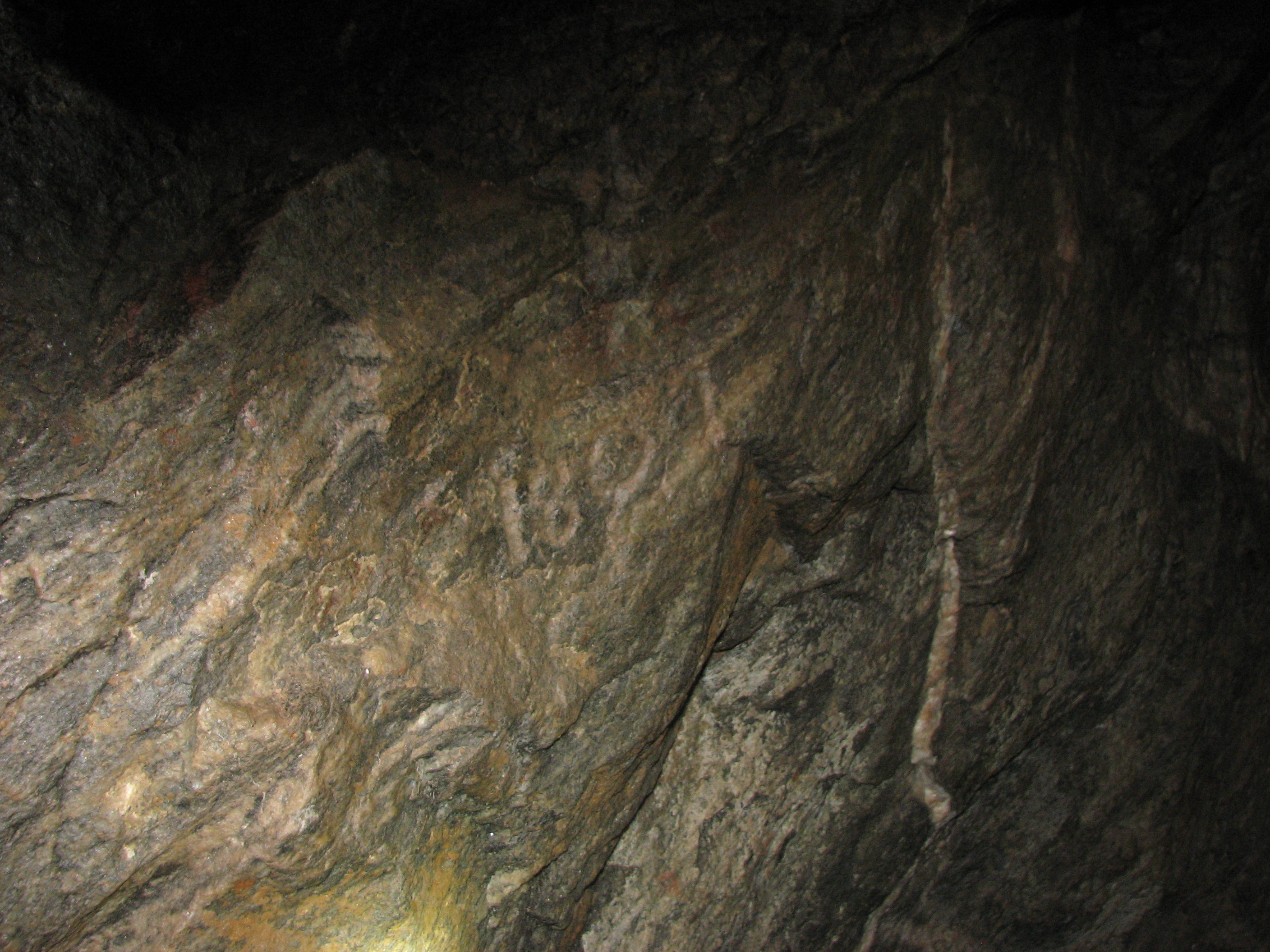
Eingemeißelte Jahreszahl 1801

Die Grube Wenzel alter Name Wenzel im Frohnbach benannt nach dem Besitzer Fürst Joseph Wenzel zu Fürstenberg-Stühlingen (es ist wie alle Kinzigtäler Bergwerke noch immer im Besitz der Fürstenberger) ist ein im Jahre 2001 eröffnetes Besucherbergwerk und ehemaliges Silberbergwerk im Zinken Frohnbach in Oberwolfach im Schwarzwald, welches zu Zeiten Napoléons seine Blütezeit hatte. 

## Geschichte
Seit Anfang des 14. Jahrhunderts wurde hier Silbererz abgebaut, doch nach einigen Jahrzehnten ließ sich keines mehr finden und man stellte den Bergbau ein. Erst um 1760 wurde in den Schächten unter der Leitung des fürstenbergischen Bergschreibers Johann Martin Kapf wieder nach Silber gesucht. Bei dieser Suchaktion fand man mehrere reiche Silbererzvorkommen und setzte den Abbau mit Unterbrechungen bis 1842 fort.

## Besucherbergwerk
Nach der Gründung des Fördervereins Besucherbergwerke im Jahre 1997 wurde das ehemalige Silberbergwerk 1999 restauriert und für Besucher hergerichtet. 2001 waren die Arbeiten beendet und es wurde für Besucher geöffnet.

## Mineralfunde und Typlokalität
In der Grube Wenzel wurden neben gediegen Silber und verschiedenen, teilweise seltenen Silbermineralen wie unter anderem Akanthit (Silberglanz), Allargentum, Pyrargyrit (Dunkles Rotgültig), Pyrostilpnit (edle Feuerblende) und Stephanit (Sprödglaserz, Schwarzgültig). Für das Silberantimonid Dyskrasit gilt die Grube Wenzel zudem als Typlokalität.